# Carrer de Quart
El carrer de Quart és una via urbana del centre de València. Està situat entre el carrer d'en Joan Llorens i la plaça del Tossal. Travessa el carrer de Guillem de Castro i l'avinguda de Ferran el Catòlic. El carrer rep el nom del poble de Quart de Poblet, situat al final de l'antic camí de Quart. Destaca les Torres de Quart, antiga entrada a la ciutat per occident, el Jardí Botànic de la Universitat de València i l'església de Sant Miquel i Sant Sebastià.